# ووینوف میستتس
ووینوف میستتس (به لاتین: Vojnův Městec) یک منطقهٔ مسکونی در جمهوری چک است که در شهرستان ژدار ناد سازاوو واقع شده‌است.
 ووینوف میستتس ۱۶٫۵ کیلومتر مربع مساحت و ۷۷۷ نفر جمعیت دارد و ۵۸۳ متر بالاتر از سطح دریا واقع شده‌است.